# Esseburg

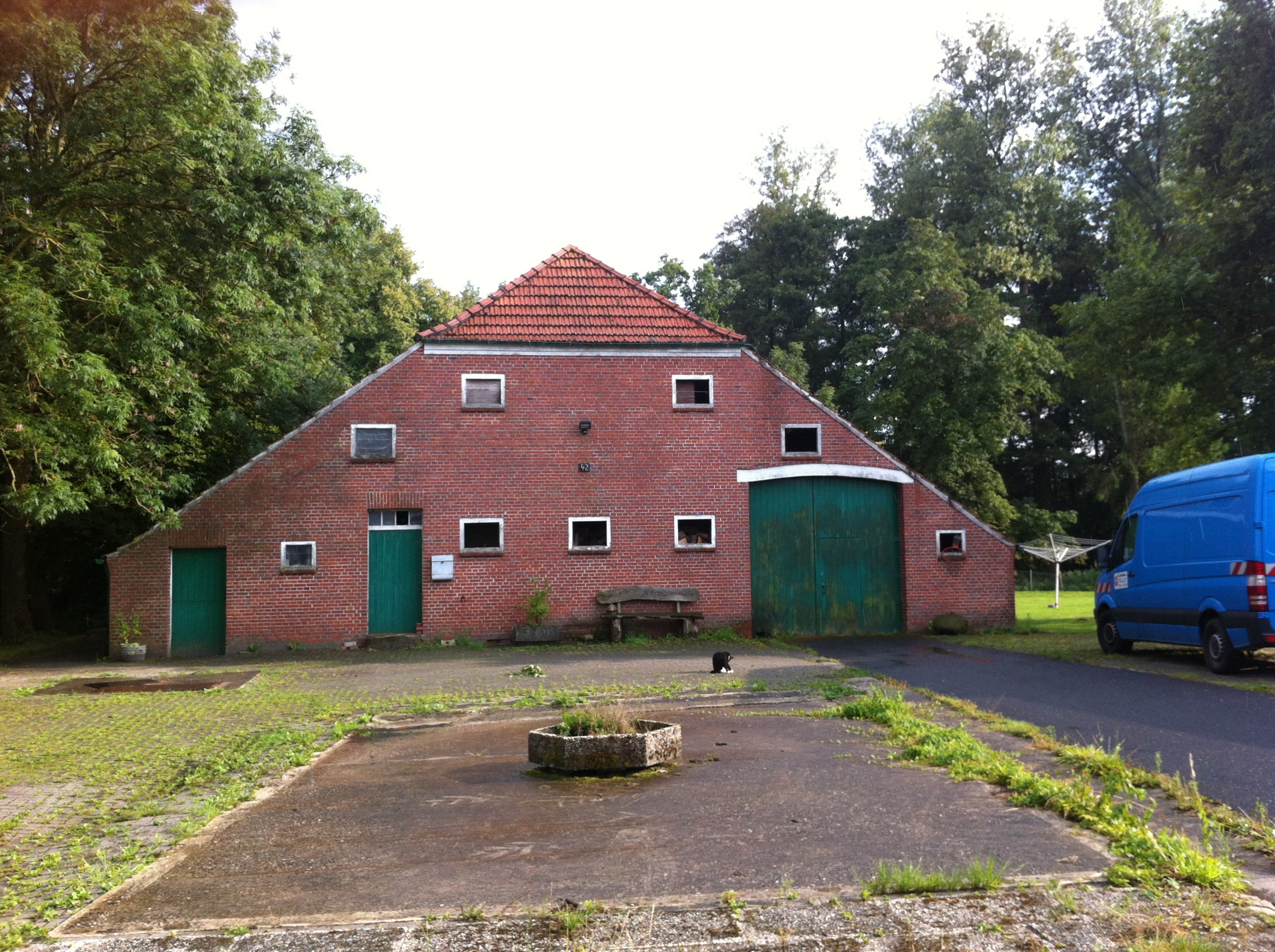
Hof Hündling in Ihrhove, Bahnhofstraße

Die Esseburg war eine mittelalterliche Burganlage im ostfriesischen Ihrhove, die um 1408 zerstört wurde.

## Geschichte
Im Overledingerland konnte sich im 14. Jahrhundert kein überregionales Häuptlingswesen etablieren. Stattdessen herrschten lokale Häuptlinge, denen um 1400 Hisko von Emden (Hisko Abdena) übergeordnet war, der mit Otto IV. von Hoya, dem Bischof von Münster, verbündet war. Bisher sind für diese Zeit acht befestigte Steinhäuser im Overledingerland nachgewiesen. Hier hatten die jeweiligen Dorfadeligen ihren Sitz und übten ihre lokale Herrschaft aus.
Zu Beginn des 15. Jahrhunderts dehnte Keno II. tom Brok seine Herrschaft auch auf den Süden Ostfrieslands aus. Zusammen mit Focko Ukena eroberte er im Overledingerland die ungeschützten Dörfer Collinghorst und Potshausen. Um den 20. Januar 1407 belagerten sie die Esseburg, die im ersten Anlauf jedoch nicht eingenommen werden konnte: „he lach vor de borch to Yderhove“ („er lag vor der Burg zu Ihrhove“). Dies ist zugleich die erste schriftliche Erwähnung Ihrhoves und seiner Burg. In diesem Jahr wurde Folmhusen, Ihrhove und Hallingmor geplündert, anschließend Amdorf, Rhaude, Backemoor und Collinghorst. Nach der erfolgreichen Einverleibung des südlichen Gebietes bezeichnete sich Focko Ukena als „Häuptling des Overledingerlandes“.
Nicht bekannt ist, in welche Zeit die Gründung der Burg zurückreicht. Da der Backstein sich als neues Baumaterial erst ab dem 13. Jahrhundert durchsetzte, ist von der Erbauung der Burg im 13. oder 14. Jahrhundert auszugehen. Der genaue Zeitpunkt der Eroberung der Esseburg ist nicht eindeutig und liegt möglicherweise vor dem 9. Dezember 1409, als die Hansestädte Hamburg und Lübeck als Friedensvermittler auftraten, 22 Klagepunkte zwischen rivalisierenden Häuptlingen behandelten und einen Schiedsspruch fällten. Hisko Ebdena beschuldigte Keno II. tom Brok, die Burg erobert zu haben, was dieser bestritt. Dieser Schiedsspruch ist bisher das einzige Dokument über die genannten Eroberungen im Overledingerland.
Die Burganlage wurde nach 1409 abgetragen und in Folge als Wohnort aufgegeben. Über die Bewohner des Steinhauses ist nichts bekannt. Jeltko Iderhoff, von 1515 bis 1530 Drost und Amtmann im Amt Berum, war möglicherweise Häuptling von Ihrhove. Er stammte aus dem Overledingerland und der Name Iderhoff entspricht Yderahave/Ihrhove. In dritter oder vierter Generation könnte er Nachfahre der Bewohner der Esseburg gewesen sein.
Im Jahr 1735 nannte Stephan Rudolf Ketteler, Amtmann des Amtes Leerort, die Burg zum ersten Mal namentlich und gab eine Zustandsbeschreibung: „Hart an Iderhofe wird noch die Eskeborg, der familie von Hane zu Leer gehörig, gewiesen, wo jetzo nichts weiter zu sehen, als einiges Gebüsche, und ein darum zugewachsener Graben.“
Das Gelände blieb vier Jahrhunderte unbewohnt. Um 1800 wurde ein bäuerliches Gehöft angelegt, das bis heute bewirtschaftet wird (Hündling/Kramer).

## Name
Geht man von „Eskeborg“ aus, liegt der ostfriesische Vorname „Esk/Eske“ für den Laubbaum Esche zugrunde. Demnach bedeutet der Name „Burg an den Eschen“. Eine alternative Deutung als „Esch“ meint eine Rücken- oder Kuppenlage eines Bodens, dessen niedrige Fruchtbarkeit langfristig durch Bodensoden und Mist gesteigert wird. Gegen einen Esch-Acker sprechen die bodenkundlichen Befunde. Als dritte Möglichkeit wird eine Ableitung von „Essert/Edzard/Ekkehard“ erwogen, was auf den Namen eines Häuptlings, der die Burg bewohnte, hinweisen würde. Ein solcher Name ist aber nicht überliefert, auch nicht im Ortssippenbuch, das Einträge ab 1723 erfasst. Der zweite Namensbestandteil „Borg/Börg“ muss nicht in jedem Fall eine befestigte Burganlage bezeichnen, sondern kann auch für ein größeres, reich ausgestattetes Bauernhaus stehen.

## Lage und Beschreibung

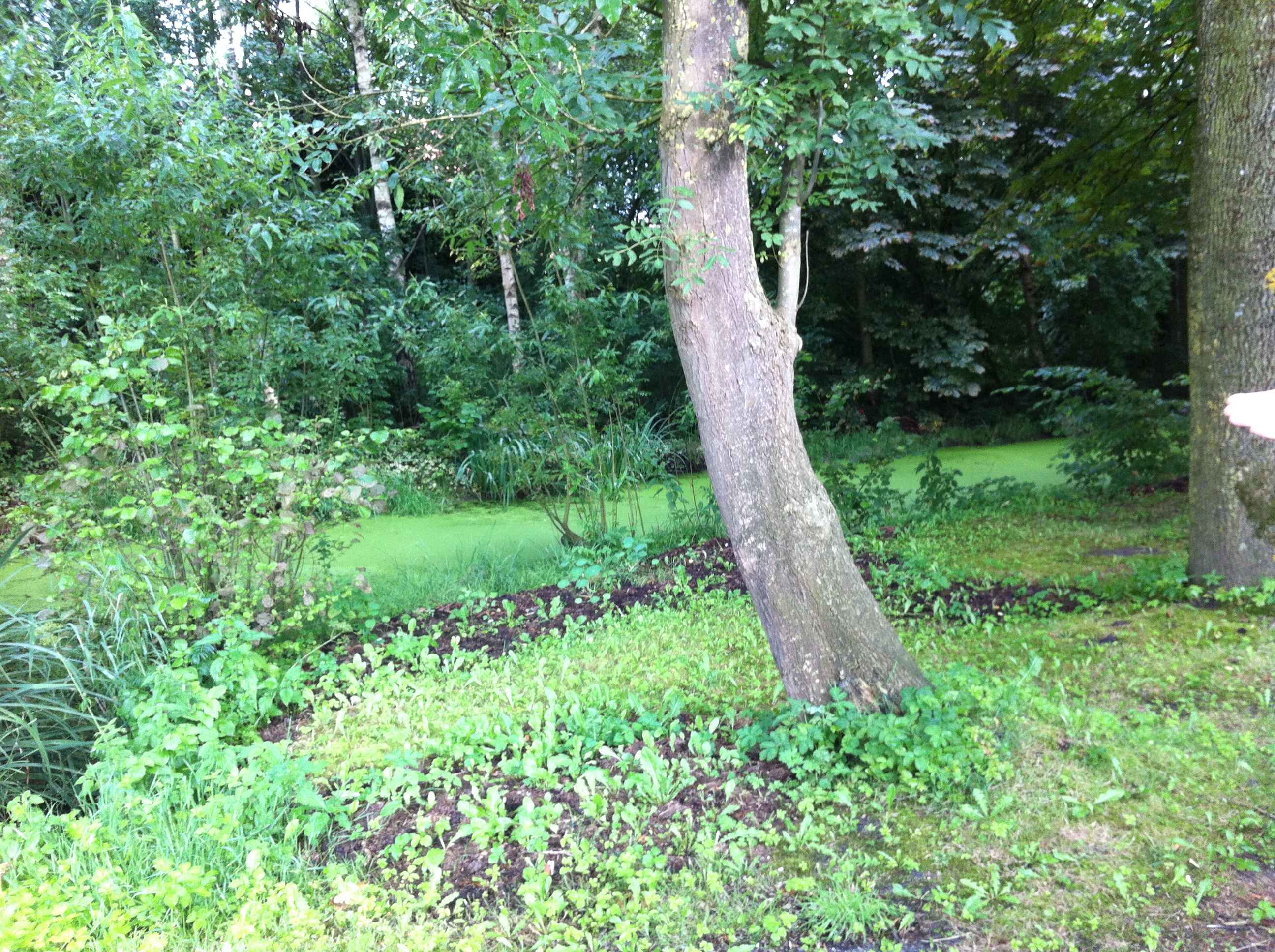
Heutiger Graben, der den Hof Hündling an drei Seiten umschließt

Zur Lokalisierung der Burg gibt es widersprüchliche mündliche Traditionen. Archäologische, naturwissenschaftliche und überlieferungsgeschichtliche Untersuchungen wurden in den Jahren 2006 bis 2011 durchgeführt. Sie legen nahe, dass die Burganlage auf einer Grabeninsel auf dem Gelände der heutigen Bahnhofstraße 42 gelegen und von einem viereckigen Doppelgraben nach allen vier Seiten umgeben war. Ursprünglich wies der doppelte Graben eine Breite von 17 Metern auf. Ost- und Südgraben sind heute noch erhalten, der Westgraben nur noch teilweise und der Nordgraben nicht mehr. Die eigentliche Häuptlingsburg war ein Backsteinbau auf wahrscheinlich rechteckigem Grundriss, vergleichbar dem Steinhaus Bunderhee, das eine Grundfläche von 11,40 × 7,60 m aufweist. In einem Schuttschleier wurden in 0,70 m Tiefe spätmittelalterliche Gebrauchskeramik und Bruchstücke von Backsteinen im Klosterformat entdeckt, die ursprünglich eine Stärke von 13,5 × 8–9 cm aufwiesen. Noch brauchbare Backsteine wurden offensichtlich nach der Eroberung weggeschafft.
Die Größe der Grabeninsel von 51 × 36 Meter spricht dafür, dass neben dem eigentlich Speicher- und Wehrturm ein Wohnhaustrakt bestand. Dieses bot in Friedenszeiten größeren Wohnkomfort als der verhältnismäßig kleine Wehrturm. Erst ab der Mitte des 15. Jahrhunderts entstand ein neuer Burgentyp mit großzügigerer Wohnraumanlage.